# Liste der Bodendenkmäler in Pfatter
Auf dieser Seite sind die Bodendenkmäler in der Oberpfälzer Gemeinde Pfatter zusammengestellt. Diese Tabelle ist eine Teilliste der Liste der Bodendenkmäler in Bayern. Grundlage ist die Bayerische Denkmalliste, die auf Basis des Bayerischen Denkmalschutzgesetzes vom 1. Oktober 1973 erstmals erstellt wurde und seither durch das Bayerische Landesamt für Denkmalpflege geführt wird. Die folgenden Angaben ersetzen nicht die rechtsverbindliche Auskunft der Denkmalschutzbehörde.

## Bodendenkmäler der Gemeinde Pfatter

### Gemarkung Geisling
| Lage                | Objekt | Akten-Nr.     | Bild |
| ------------------- | --- | ------------- | ---- |
| Geisling (Standort) | Bestattungsplatz vor- und frühgeschichtlicher Zeitstellung mit Kreisgräben. Siehe auch: Frühgeschichte | D-3-7039-0027 |      |
| Geisling (Standort) | Siedlung vor- und frühgeschichtlicher Zeitstellung. Siehe auch: Frühgeschichte | D-3-7039-0032 |      |
| Geisling (Standort) | Bestattungsplatz des Mittelalters oder der frühen Neuzeit. Siehe auch: Frühe Neuzeit | D-3-7039-0035 |      |
| Geisling (Standort) | Archäologische Befunde des Mittelalters und der frühen Neuzeit im Bereich der Katholischen Pfarrkirche Mariä Geburt sowie der Kapelle St. Ursula in Geisling, darunter die Spuren von Vorgängerbauten bzw. älterer Bauphasen. Siehe auch: Frühe Neuzeit, Pfarrkirche                                                               | D-3-7039-0039 |      |
| Geisling (Standort) | Gräberfeld der Urnenfelderzeit, Siedlung der Latènezeit. Siehe auch: Gräberfeld, Urnenfelderzeit, Latènezeit | D-3-7039-0041 |      |
| Geisling (Standort) | Siedlung vor- und frühgeschichtlicher Zeitstellung. Siehe auch: Frühgeschichte | D-3-7039-0048 |      |
| Geisling (Standort) | Bestattungsplatz des Mittelalters oder der frühen Neuzeit. Siehe auch: Frühe Neuzeit | D-3-7039-0054 |      |
| Geisling (Standort) | Vorgeschichtliche Siedlung. | D-3-7039-0477 |      |
| Geisling (Standort) | Siedlung vor- und frühgeschichtlicher Zeitstellung. Siehe auch: Frühgeschichte | D-3-7039-0483 |      |
| Geisling (Standort) | Siedlung vor- und frühgeschichtlicher Zeitstellung. Siehe auch: Frühgeschichte | D-3-7039-0486 |      |
| Geisling (Standort) | Siedlungen der Früh- und Mittelbronzezeit sowie der Urnenfelderzeit, Siedlung mit Grabenwerk vor- und frühgeschichtlicher Zeitstellung, Gräberfeld der Merowingerzeit, Bestattungsplatz mit Kreisgräben vor- und frühgeschichtlicher Zeitstellung. Siehe auch: Urnenfelderzeit, Grabenwerk, Frühgeschichte, Gräberfeld, Merowinger | D-3-7039-0490 |      |
| Geisling (Standort) | Vorgeschichtliche Siedlung. | D-3-7039-0496 |      |
| Geisling (Standort) | Siedlung mit Grabenwerk und Bestattungsplatz mit Kreisgräben vor- und frühgeschichtlicher Zeitstellung. Siehe auch: Grabenwerk, Frühgeschichte | D-3-7039-0497 |      |
| Geisling (Standort) | Siedlungen der Bronzezeit, der Urnenfelderzeit und der Latènezeit. Siehe auch: Bronzezeit, Urnenfelderzeit, Latènezeit | D-3-7039-0498 |      |
| Geisling (Standort) | Siedlungen der Bronzezeit, der Urnenfelderzeit und des Frühmittelalters. Siehe auch: Bronzezeit, Urnenfelderzeit | D-3-7039-0499 |      |
| Geisling (Standort) | Siedlung vor- und frühgeschichtlicher Zeitstellung. Siehe auch: Frühgeschichte | D-3-7039-0500 |      |
| Geisling (Standort) | Siedlung vor- und frühgeschichtlicher Zeitstellung. Siehe auch: Frühgeschichte | D-3-7040-0239 |      |
| Geisling (Standort) | Siedlungen der Jungsteinzeit und der römischen Kaiserzeit. Siehe auch: Römische Kaiserzeit | D-3-7040-0241 |      |
| Geisling (Standort) | Vorgeschichtlicher Bestattungsplatz mit verebneten Grabhügeln und Kreisgräben, Siedlung vor- und frühgeschichtlicher Zeitstellung. Siehe auch: Hügelgrab, Frühgeschichte | D-3-7040-0242 |      |
| Geisling (Standort) | Siedlungen der Jungsteinzeit, der Bronzezeit, der Urnenfelderzeit und der Hallstattzeit, Bestattungsplätze mit Kreisgräben und eine Siedlung mit mehreren viereckigen Grabenwerken vor- und frühgeschichtlicher Zeitstellung. Siehe auch: Bronzezeit, Urnenfelderzeit, Hallstattzeit, Grabenwerk, Frühgeschichte                   | D-3-7040-0249 |      |
| Geisling (Standort) | Gräberfeld der Frühbronzezeit, Siedlungen der Mittelbronzezeit, der Urnenfelderzeit, der Hallstattzeit, der Frühlatènezeit und der römischen Kaiserzeit. Siehe auch: Gräberfeld, Frühe Bronzezeit, Urnenfelderzeit, Hallstattzeit, Latènezeit#Chronologie, Römische Kaiserzeit                                                     | D-3-7040-0250 |      |

### Gemarkung Gmünd
| Lage             | Objekt | Akten-Nr.     | Bild |
| ---------------- | --- | ------------- | ---- |
| Gmünd (Standort) | Römisches Kastell mit Vicus und Gräberfeld, Siedlungen der Jungsteinzeit, der Bronzezeit und der späten Latènezeit. Siehe auch: Römisches Militärlager, Gräberfeld, Bronzezeit, Latènezeit                                    | D-3-7040-0001 |      |
| Gmünd (Standort) | Frühmittelalterliches Reihengräberfeld. Siehe auch: Frühmittelalter, Reihengräberfeld | D-3-7040-0179 |      |
| Gmünd (Standort) | Archäologische Befunde des Mittelalters und der frühen Neuzeit im Bereich der Katholischen Expositurkirche St. Georg in Gmünd, darunter die Spuren von Vorgängerbauten bzw. älteren Bauphasen. Siehe auch: Frühe Neuzeit      | D-3-7040-0180 |      |
| Gmünd (Standort) | Siedlungen der Urnenfelderzeit und der Latènezeit. Siehe auch: Urnenfelderzeit, Latènezeit | D-3-7040-0226 |      |
| Gmünd (Standort) | Siedlung vor- und frühgeschichtlicher Zeitstellung. Siehe auch: Frühgeschichte | D-3-7040-0228 |      |
| Gmünd (Standort) | Siedlung vor- und frühgeschichtlicher Zeitstellung. Siehe auch: Frühgeschichte | D-3-7040-0229 |      |
| Gmünd (Standort) | Siedlung vor- und frühgeschichtlicher Zeitstellung. Siehe auch: Frühgeschichte | D-3-7040-0232 |      |
| Gmünd (Standort) | Siedlungen der Altheimer Kultur, der Bronzezeit, der Urnenfelderzeit, der Spätlatènezeit und der römischen Kaiserzeit. Siehe auch: Altheimer Gruppe, Bronzezeit, Urnenfelderzeit, Latènezeit#Chronologie, Römische Kaiserzeit | D-3-7040-0238 |      |
| Gmünd (Standort) | Untertägige Befunde des Mittelalters und der frühen Neuzeit im Bereich des sog. Römerbrücke bei Herfurth. Siehe auch: Frühe Neuzeit                                                                                           | D-3-7040-0254 |      |
| Gmünd (Standort) | Siedlung der Hallstattzeit. Siehe auch: Hallstattzeit | D-3-7040-0275 |      |

### Gemarkung Griesau
| Lage               | Objekt | Akten-Nr.     | Bild |
| ------------------ | --- | ------------- | ---- |
| Griesau (Standort) | Siedlung mit Grabenwerk vor- und frühgeschichtlicher Zeitstellung. Siehe auch: Grabenwerk, Frühgeschichte                            | D-3-7040-0132 |      |
| Griesau (Standort) | Siedlung des Frühmittelalters. | D-3-7040-0151 |      |
| Griesau (Standort) | Siedlung der Spätlatènezeit. | D-3-7040-0152 |      |
| Griesau (Standort) | Siedlung vor- und frühgeschichtlicher Zeitstellung. Siehe auch: Frühgeschichte                                                       | D-3-7040-0193 |      |
| Griesau (Standort) | Archäologische Befunde der frühen Neuzeit im Bereich der Katholischen Nebenkirche St. Leonhard in Griesau. Siehe auch: Frühe Neuzeit | D-3-7040-0248 |      |
| Griesau (Standort) | Siedlung vor- und frühgeschichtlicher Zeitstellung. Siehe auch: Frühgeschichte                                                       | D-3-7040-0255 |      |

### Gemarkung Pfatter
| Lage               | Objekt | Akten-Nr.     | Bild |
| ------------------ | --- | ------------- | ---- |
| Pfatter (Standort) | Bestattungsplatz des Mittelalters oder der frühen Neuzeit. Siehe auch: Frühe Neuzeit | D-3-7040-0011 |      |
| Pfatter (Standort) | Bestattungsplatz des Mittelalters oder der frühen Neuzeit. Siehe auch: Frühe Neuzeit | D-3-7040-0012 |      |
| Pfatter (Standort) | Vorgeschichtlicher Bestattungsplatz mit Grabhügeln. Siehe auch: Hügelgrab | D-3-7040-0014 |      |
| Pfatter (Standort) | Vorgeschichtliche Siedlung mit Grabenwerk. Siehe auch: Grabenwerk | D-3-7040-0015 |      |
| Pfatter (Standort) | Siedlung vor- und frühgeschichtlicher Zeitstellung. Siehe auch: Frühgeschichte | D-3-7040-0024 |      |
| Pfatter (Standort) | Siedlung der Frühlatènezeit, Siedlung mit Grabenwerken vor- und frühgeschichtlicher Zeitstellung. Siehe auch: Latènezeit#Chronologie, Grabenwerk, Frühgeschichte                               | D-3-7040-0025 |      |
| Pfatter (Standort) | Vorgeschichtliche Siedlung mit zwei Grabenwerken. Siehe auch: Grabenwerk | D-3-7040-0027 |      |
| Pfatter (Standort) | Archäologische Befunde und Funde im Bereich der Katholischen Pfarrkirche Mariä Himmelfahrt in Pfatter, darunter die Spuren von Vorgängerbauten bzw. älterer Bauphasen. Siehe auch: Pfarrkirche | D-3-7040-0169 |      |
| Pfatter (Standort) | Archäologische Befunde und Funde im Bereich der Katholischen Nebenkirche St. Nikolaus in Pfatter, darunter die Spuren von Vorgängerbauten bzw. älterer Bauphasen.                              | D-3-7040-0170 |      |
| Pfatter (Standort) | Untertägige Befunde des abgegangenen sog. Alten Schlosses in Pfatter, zuletzt frühneuzeitlicher Gerichtssitz. Siehe auch: Frühe Neuzeit                                                        | D-3-7040-0174 |      |
| Pfatter (Standort) | Untertägige Befunde der abgebrochenen mittelalterlichen Kirche St. Johannes und des zugehörigen Gutshofes im Bereich der Einöde Johannishof. Siehe auch: Mittelalter                           | D-3-7040-0176 |      |
| Pfatter (Standort) | Vorgeschichtliche Siedlung mit Grabenwerk, vorgeschichtlicher Bestattungsplatz mit verebneten Grabhügeln.                                                                                      | D-3-7040-0191 |      |
| Pfatter (Standort) | Vorgeschichtliche Siedlung mit Grabenwerk. Siehe auch: Grabenwerk | D-3-7040-0222 |      |
| Pfatter (Standort) | Siedlung vor- und frühgeschichtlicher Zeitstellung. Siehe auch: Frühgeschichte | D-3-7040-0224 |      |
| Pfatter (Standort) | Siedlungen der Jungsteinzeit und Bronzezeit. Siehe auch: Bronzezeit | D-3-7040-0251 |      |
| Pfatter (Standort) | Siedlung der Urnenfelderzeit. Siehe auch: Urnenfelderzeit | D-3-7040-0252 |      |